# KIAA0174
KIAA0174‏ (IST1, ESCRT-III associated factor) هوَ بروتين يُشَفر بواسطة جين KIAA0174 في الإنسان.